# Мерсі (річка)
Ме́рсі — річка на заході Англії. Довжина — близько 112 км, площа басейну — близько 4 680 км². Бере початок в Пеннінських горах, впадає в Ірландське море, утворюючи естуарій.
Річка судноплавна. Паралельно з нею проходить судноплавний Манчестерський канал. З'єднана каналом з річкою Трент. На Мерсі — міста Манчестер, Ліверпуль.